# Supernovă de tip II

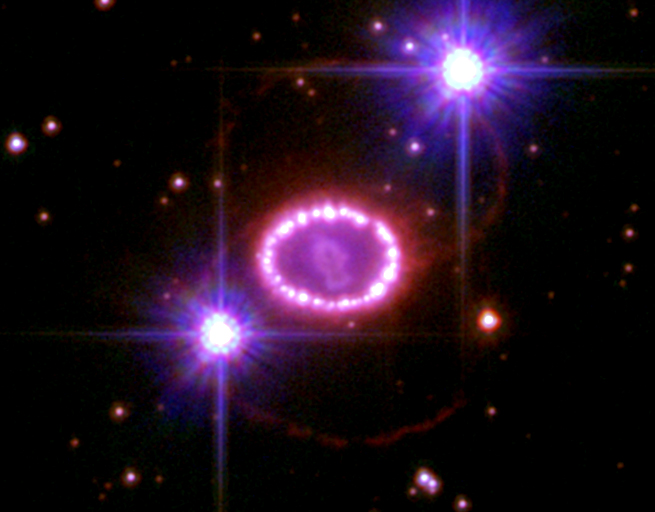
Rămășița lui SN 1987A, o supernovă de tip II-P din Marele Nor Magellanic. Imagine NASA.

O supernovă de tip II aparține unei subcategorii de stele variabile cataclismice cunoscute sub denumirea de supernove cu colaps al miezului, ce rezultă din prăbușirea internă și explozia violentă a unei stele masive. Prezența hidrogenului în spectrul său este cea care distinge o supernovă de tip II de alte clase de supernove. O stea trebuie să aibă o masă de cel puțin 9 ori mai mare decât cea a Soarelui pentru a suferi acest tip de colaps.
Stelele masive generează energie prin fuziunea nucleară a elementelor. Spre deosebire de Soare, aceste stele posedă masa necesară pentru a fuziona elemente cu masă atomică mai mare decât hidrogenul și heliul. Steaua evoluează pentru a favoriza fuziunea acestor elemente de masă mare, în permanentă acumulare, până când, în cele din urmă, se formează un miez de fier. Fuziunea nucleară a fierului nu produce energie suficientă pentru a susține steaua, și astfel miezul devine o masă inertă susținută doar de presiunea de degenerare a electronilor. Această presiune se creează atunci când orice compresie suplimentară a stelei ar obliga electronii să ocupe aceeași stare cuantică, ceea ce nu este posibil pentru acest tip de particulă. (Vezi Principiul de excluziune.)
Când masa miezului de fier depășește 1,44 mase solare (limita Chandrasekhar), se declanșează o implozie. Miezul se contractă rapid sub presiune, încălzindu-se, ceea ce duce la accelerarea reacțiilor nucleare din care rezultă formarea de neutroni și neutrini. Colapsul este blocat de forțele pe distanțe mici ce acționează între acești neutroni, ceea ce face forța imploziei să se îndrepte spre exterior. Energia acestei unde de șoc în expansiune este suficientă pentru a detașa materialul stelar din jurul miezului.
Există mai multe categorii de supernove de tip II, categorisite pe baza curbelor luminoase—grafice ale luminozității în raport cu timpul—din urma exploziei. Supernovele de tip II-L prezintă o scădere liniară a curbei luminoase, pe când cele de tip II-P prezintă o perioadă de scădere lentă (un „platou”), urmată de o scădere normală.

## Formare

Structura stratificată a unei stele masive, evoluate chiar înainte de prăbușirea miezului. (Scara dimensiunilor nu se respectă.)

Stelele mult mai masive decât soarele evoluează în moduri mai complexe. În miezul Soarelui, atomii de hidrogen fuzionează transformându-se în heliu și eliberând energie termică ce încălzește miezul Soarelui și furnizează o presiune ce împiedică straturile superioare să se prăbușească. Heliul produs în miez se acumulează acolo, întrucât temperaturile din miez nu sunt încă suficient de mari pentru a face atomii de heliu să fuzioneze. În cele din urmă, pe măsură ce hidrogenul din miez se epuizează, reacțiile de fuziune își reduc intensitatea și gravitația cauzează contracția miezului. Această contracție duce la creșterea suficient de mare a temperaturii pentru a iniția o fază scurtă de fuziune a heliului, care durează mai puțin de 10% din durata de viață a unei stele. În stelele mai mici de opt mase solare, carbonul produs de fuziunea heliului nu fuzionează mai departe, iar steaua se răcește treptat, devenind o pitică albă. Piticele albe, dacă au o companioană apropiată, pot deveni apoi supernove de tip Ia.
O stea mult mai mare, însă, poate crea temperaturi și presiuni suficiente pentru a determina declanșarea fuziunii carbonului în miez odată ce steaua începe să se contracte din nou la sfârșitul etapei de fuziune a heliului. Miezurile acestor stele masive ajung să aibă mai multe straturi pe măsură ce se acumulează nuclee atomice din ce în ce mai grele în centru. Stratul cel mai exterior rămâne din hidrogen gazos și înconjoară un strat de hidrogen care continuă să fuzioneze transformându-se în heliu; sub acest strat se află un alt strat de heliu care se transformă în carbon, și așa mai departe, până la miez fiind mai multe straturi în care fuzionează elemente din ce în ce mai grele. Pe parcursul evoluției unei stele atât de masive, ea trece prin mai multe etape în care fuziunea din miez încetează, și miezul se prăbușește până când presiunea și temperatura sa sunt suficiente pentru a declanșa următoarea etapă de fuziune, care, odată începută, se opune prăbușirii.
| Proces                | Combustibil principal | Produși principali                | Stea de 25 M☉[5]     | Stea de 25 M☉[5]  | Stea de 25 M☉[5] |
| Proces                | Combustibil principal | Produși principali                | Temperatură (Kelvin) | Densitate (g/cm3) | Durată           |
| --------------------- | --------------------- | --------------------------------- | -------------------- | ----------------- | ---------------- |
| Fuziunea hidrogenului | hidrogen              | heliu                             | 7×107                | 10                | 107 ani          |
| Procesul triplu alfa  | heliu                 | carbon, oxigen                    | 2×108                | 2000              | 106 ani          |
| Fuziunea carbonului   | carbon                | Ne, Na, Mg, Al                    | 8×108                | 106               | 103 ani          |
| Fuziunea neonului     | neon                  | O, Mg                             | 1.6×109              | 107               | 3 ani            |
| Fuziunea oxigenului   | oxigen                | Si, S, Ar, Ca                     | 1.8×109              | 107               | 0.3 ani          |
| Fuziunea siliciului   | siliciu               | nichel (se dezintegrează în fier) | 2.5×109              | 108               | 5 zile           |

## Prăbușirea miezului
Factorul limitator al acestui proces este cantitatea de energie eliberată prin fuziune, care depinde de energia de legătură ce ține împreună aceste nuclee atomice. Fiecare pas adițional produce nuclee din ce în ce mai grele, care eliberează din ce în ce mai puțină energie prin procesul de fuziune. Aceasta continuă până când se produce nichel-56 (care se dezintegrează formând fier-56). Întrucât fierul și nichelul au cea mai mare energie de legătură per nucleon din toate elementele, nu se mai poate produce energie în miez prin fuziune, și miezul din nichel-fier crește. Acest miez suferă o presiune gravitațională uriașă. Întrucât nu există niciun proces de fuziune care să crească și mai mult temperatura stelei pentru a o împiedica să se prăbușească spre centrul său, ea este susținută doar de presiunea de degenerare a electronilor. În această stare, materia este atât de densă încât orice compresie suplimentară ar face ca mai mulți electroni să ocupe aceeași stare cuantică. Principiul de excluziune Pauli împiedică fermionii (clasă de particule din care fac parte și electronii) să facă aceasta.
Când masa miezului depășește limita Chandrasekhar, presiunea de degenerare nu o mai poate susține, și are loc un colaps catastrofal. Partea exterioară a miezului ajunge să se prăbușească spre centrul stelei cu viteze de până la 70.000 km/s (23% din viteza luminii). Miezul în plină comprimare se încălzește, producând radiații gamma de mari energii care duc la descompunerea nucleelor de fier în nuclee de heliu și neutroni liberi (prin fotodezintegrare). Pe măsură ce densitatea miezului crește, el devine propice din punct de vedere energetic pentru fuziunea dintre electroni și protoni (printr-un proces invers dezintegrării beta), care duce la crearea de neutroni și de particule elementare denumite neutrini. Întrucât neutrinii interacționează rareori cu materia normală, ei pot ieși din miez, transportând energie și accelerând și mai mult prăbușirea, care are loc pe o durată de câteva milisecunde. Pe măsură ce miezul se detașează de stratele exterioare ale stelei, unii dintre acești neutrini sunt absorbiți de aceste straturi exterioare, declanșând supernova.
La supernovele de tip II, prăbușirea este în cele din urmă oprită de interacțiunile de respingere neutron-neutron la nivel micro (intermediate de forța nucleară tare), precum și de presiunea de degenerare a neutronilor, la o densitate comparabilă cu cea a unui nucleu atomic. Odată prăbușirea oprită, materia care cade spre miez ricoșează, producând o undă de șoc ce se propagă spre exterior. Energia acestui șoc disociază elementele grele din miez. Aceasta reduce energia șocului, care poate bloca explozia în partea exterioară a miezului.
În faza de prăbușire, miezul are o densitate și o energie atât de mare încât doar neutrinii pot ieși. Pe măsură ce protonii și electronii se combină formând neutroni, se produc neutrini electronici. Într-o supernovă tipică de tip II, miezul de neutroni format are o temperatură inițială de aproximativ 100 de miliarde de kelvini; de 105 ori mai mare decât temperatura miezului soarelui. Mare parte din această energie termică trebuie disipată pentru formarea unei stele neutronice stabile (altfel neutronii ar „fierbe”), ceea ce se realizează printr-o nou degajare de neutrini. Acești neutrini „termici” formează perechi neutrino-antineutrino de toate tipurile, într-un număr de câteva ori mai mare decât neutrinii emiși prin capturarea electronilor de către protoni. Cele două mecanisme de producere a neutrinilor convertesc energia potențială gravitațională a colapsului într-o emisie de neutrini cu durata de zece secunde, prin care se eliberează 1046 jouli.
Printr-un proces care nu este încă bine înțeles, aproximativ 1044 jouli sunt reabsorbiți de șocul blocat, ducând la producerea unei explozii.[a] Neutrinii generați de o supernovă au fost observați în cazul supernovei 1987A, ceea ce i-a făcut pe astronomi să concluzioneze că această imagine a prăbușirii miezului este, în esență, corectă. Instrumentele cu apă Kamiokande II și IMB au detectat antineutrini de origine termică, în timp ce instrumentul pe bază de galiu-71 Baksan a detectat și neutrini de origine termică.

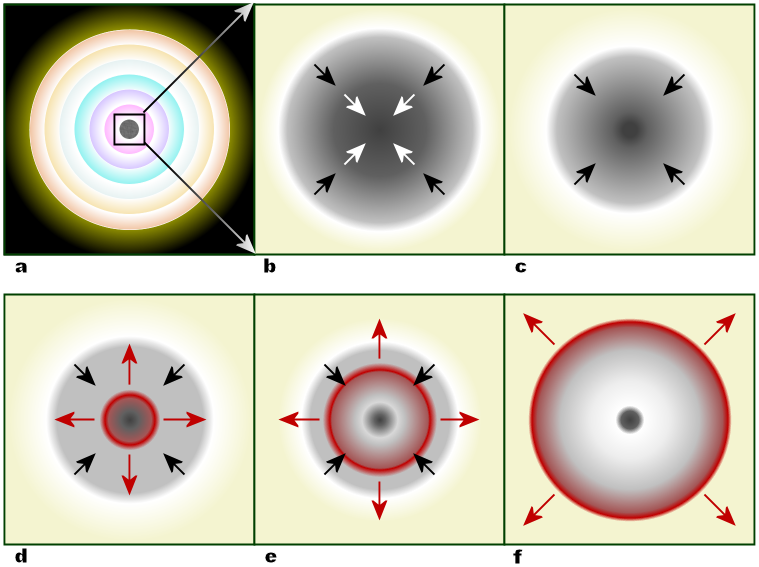
Într-o stea masivă, evoluată (a) straturile de elemente fuzionează, formând un miez de fier (b) care ajunge la masa Chandrasekhar și începe să se prăbușească. Partea interioară a miezului este comprimată și se transformă în neutroni (c), ceea ce duce la ricoșarea materialului din exterior (d) și la formarea unei unde de șoc propagate spre exterior (roșu). Șocul începe să frâneze (e), dar este revigorat de interacțiunea cu neutrini. Materialul înconjurător este expulzat cu putere (f), lăsând doar o rămășiță de materie degenerată.

Când steaua generatoare are dimensiunea mai mică de 20 mase solare (în funcție de puterea exploziei și de cantitatea de material care cade înapoi), rămășița degenerată a prăbușirii miezului este o stea neutronică. Peste această masă, rămășița se prăbușește formând o gaură neagră. Masa-limită teoretică pentru acest tip de scenariu al prăbușirii miezului este de aproximativ 40–50 mase solare. Dacă masa este mai mare, se crede că o stea ar putea să devină direct gaură neagră fără faza de supernovă, deși calculele acestor limite sunt nesigure din cauza incertitudinilor modelelor existente pentru supernove.

## Modele teoretice
Modelul Standard din fizica particulelor este o teorie ce descrie trei dintre cele patru interacțiuni fundamentale între particulele elementare care constituie materia. Această teorie permite realizarea de predicții asupra felului în care interacționează particulele în multe condiții. Energia per particulă într-o supernovă este de regulă între unul și o sută cincizeci de picojouli (zeci–sute de MeV). Energia per particulă implicată într-o supernovă este suficient de mică pentru ca predicțiile ce rezultă din Modelul Standard al fizicii particulelor să fie suficient de corecte. Dar densitățile mari ar putea impune corecții ale Modelului Standard. În particular, acceleratoarele de particule de pe Pământ pot produce interacții între particule de energie mult mai mare decât cele găsite în supernove, dar aceste experimente implică interacțiuni între particule individuale, și este posibil ca la densitățile foarte mari din supernove efectele să fie foarte diferite. Interacțiunile dintre neutrini și alte particule din supernove au loc prin intermediul forței nucleare slabe, despre care se consideră că este bine înțeleasă. Pe de altă parte, interacțiunea dintre protoni și neutroni implică forța nucleară tare, care nu este înțeleasă în suficientă profunzime.
Marea problemă nerezolvată a supernovelor de tip II este aceea că nu se înțelege cum își transferă explozia de neutrini energia restului stelei, producând unda de șoc care face steaua să explodeze. Din discuția de mai sus, pentru a produce o explozie, trebuie transferat doar un procent din energie, dar explicarea felului în care are loc transferul acelui procent s-a dovedit a fi foarte dificilă, deși interacțiunile între particule sunt destul de bine înțelese. Unul dintre modelele anilor 1990 pentru aceasta implica noțiunea de răsturnare convectivă, care sugerează că procesul de distrugere a stelei este dus la îndeplinire de convecție, fie de la neutrinii veniți dinspre centru, fie din materia ce cade dinspre exterior. În timpul acestei explozii se formează elemente mai grele prin captura neutronilor, și din cauza presiunii neutrinilor asupra limitei  „neutrinosferei”, îmbogățind spațiul înconjurător cu un nor de gaz și praf mai bogat în elemente grele decât cel în care s-a format inițial steaua.
Fizica neutrinilor, modelată pe baza Modelului Standard, este crucială pentru înțelegerea acestui proces. Cealaltă arie importantă de cercetare este hidrodinamicz plasmei care constituie steaua; felul în care se comportă ea în timpul prăbușirii miezului determină când și cum se formează unda de șoc și cum se frânează și se reactivează ea. Modelele computerizate au reușit să calculeze comportamentul supernovelor de tip II după formarea undei de șoc. Ignorând prima secundă a exploziei, și presupunând că ea este declanșată, astrofizicienii au făcut predicții detaliate privind elementele ce se produc într-o supernovă și privind curba luminoasă așteptată a acesteia.

## Curbele luminoase și spectrele neobișnuite

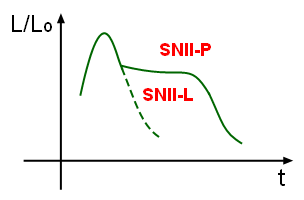
Acest grafic al luminozității (în raport cu Soarele) ca funcție de timp arată formele caracteristice ale curbelor luminoase ale supernovelor de tip II-L și II-P.

La examinarea spectrului unei supernove de tip II, el prezintă linii de absorbție Balmer—frecvențe caracteristice la care absorb energie atomii de hidrogen. Cu ajutorul prezenței acestor linii, se face distincția între această categorie de supernove și supernovele de tip Ia.
Când se trasează graficul unei supernove de tip II, el prezintă o creștere caracteristică până la o strălucire maximă, urmată de un declin. Aceste curbe luminoase au o viteză medie de scădere de 0,008 magnitudini pe zi, mult mai mică decât viteza de scădere a supernovelor de tip Ia. Cele de tip II se împart mai departe în două clase, în funcție de forma curbei luminoase. Curba luminoasă a unei supernove de tip II-L prezintă o scădere liniară imediat după atingerea strălucirii maxime. Curba de lumină a unei supernove de tip II-P are o porțiune plată (denumită platou) în timpul scăderii; ea reprezintă o perioadă în care luminozitatea scade cu viteză mai mică. Viteza netă de scădere a luminozității este mai mică, la 0,0075 magnitudini pe zi la tipul II-P, spre deosebire de 0,012 magnitudini pe zi pentru tipul II-L.
Se crede că diferența de formă a curbelor de lumină este cauzată, în cazul supernovelor de tip II-L, de degajarea a mare parte din învelișul de hidrogen al stelei originale. Faza de platou de la supernovele de tip II-P se datorează unei schimbări a opacității stratului exterior. Unda de șoc ionizează hidrogenul din stratul exterior—îndepărtând electronul din atomul de hidrogen—ceea ce are ca rezultat o creștere semnificativă a opacității. Aceasta împiedică fotonii din părțile interioare ale exploziei să mai iasă. După ce hidrogenul se răcește suficient de mult pentru a se recombina, stratul exterior devine transparent.
Din supernovele de tip II cu trăsături neobișnuite în spectru, cele de tip IIn pot fi produse de interacțiunea materiei degajate cu materialul circumstelar. Supernovele de tip IIb sunt foarte probabil stele masive care și-au pierdut mare parte din învelișul de hidrogen (dar nu în întregime) din cauza gravitației unei stele-companion. Pe măsură ce materia eliminată de o supernovă de tip IIb se îndepărtează, stratul de hidrogen devine rapid mai transparent și încep să se vadă prin el straturile din profunzime.

## Hipernove
Există stele care sunt atât de mari încât colapsul miezului nu poate fi oprit. Presiunea de degenerare și interacțiunile de respingere neutron-neutron pot susține doar o stea neutronică a cărei masă nu depășește limita Tolman-Oppenheimer-Volkoff de aproximativ 4 mase solare. Peste această limită, colapsul miezului are ca efect formarea directă a unei găuri negre, probabil producând o (încă teoretică) hipernovă. În mecanismul teoretic al hipernovei, se emit două jeturi de plasmă cu energie extrem de mare din polii de rotație ai stelei la viteză apropiată de cea a luminii. Aceste jeturi emit radiații gamma intense, și constituie una dintre posibilele explicații pentru exploziile de radiații gamma.